# 中洲
中洲（、ローマ字表記: Nakasu）は、福岡県福岡市博多区の町名で、那珂川と博多川に挟まれた中州に位置する歓楽街。現行の行政地名は、中洲一丁目から五丁目まで。面積は202,650平方メートル (20.27 ha)。2023年9月末現在の人口は691人。郵便番号は810-0801。

## 地理
那珂川の流れに沿って北西から南東にかけて約1キロの細長い地形を呈する。北東から南西にかけての横幅は約200メートル。最寄り駅は福岡市交通局（地下鉄空港線・箱崎線）中洲川端駅。
天神と博多駅の間に位置しており、天神の繁華街からは徒歩圏内である。博多川を挟んで川端通商店街や複合商業施設のキャナルシティ博多とも隣接している。北西から昭和通り・明治通り・国体道路（国道202号）が当該地域を貫き、それらに直角に交る中洲中央通りが歓楽街のメインストリートである。行政界として、昭和通りから北西が中洲中島町、昭和通りから南東が中洲（1-5丁目）で、中洲中島町を除いた地区が歓楽街に該当する。また那珂川の対岸は「西中洲」という地名である。西中洲は「中洲の続き」という位置付けで飲食店街が広がっているが、中洲と異なり博多区ではなく中央区である。

### 河川
中洲の東側及び西側に次の河川が横断している。
- 那珂川（二級河川）
- 博多川（那珂川の支川、準用河川）

### 都市計画
都市計画に関しては、「福岡市都市計画マスタープラン」において定められた方針については次のとおりである。中洲は「都心部」の一部とされ、「都心部」は、具体的には、天神、博多駅、博多ふ頭、中央ふ頭を中心として東は御笠川、南は百年橋通り、西は大正通りに囲まれたエリアとされている。中洲は、この都心部の中でも福岡市の代表的なアミューズメント・商業ゾーンとして、博多の商業機能の集積を活かした賑わいのある「都市拠点」と位置付けられ、魅力ある歩行空間の確保、周辺地区との連携強化などがまちづくりの視点とされている。また、交通ネットワークとして都市の骨格となる国道202号、明治通り及び昭和通りの沿道は、商業、業務、サービス施設や中高層住宅などが連続した「都市軸」に位置付けられている。環境資源に関しては、那珂川及び博多川の河川沿いが散策・憩いの場となるとともに、緑と広がりのある景観が連続したゆとりと潤いのある水辺空間として「河川緑地軸」に位置付けられている。用途地域については次のとおりである。中洲の町内全域が商業地域に指定されている。

### 土地利用
九州最大の歓楽街であり、西日本一の歓楽街とされる。また、東京の新宿・歌舞伎町、札幌・すすきのと並んで、日本を代表する三大歓楽街のひとつとされている。国体通りの南側の区画（中洲一丁目）は南新地と呼ばれ、風俗街（ソープランド街）となっている。また、那珂川沿いは天神や長浜地区とともにラーメン店などの屋台の出店が多い地域（屋台村）でもある。中洲と西中洲・天神を結ぶ「福博であい橋」からは、那珂川沿いのネオンサインの風景が見られる。
1991年に公開された映画『ゴジラvsキングギドラ』では周辺が舞台になり、大規模なロケーションが敢行された。

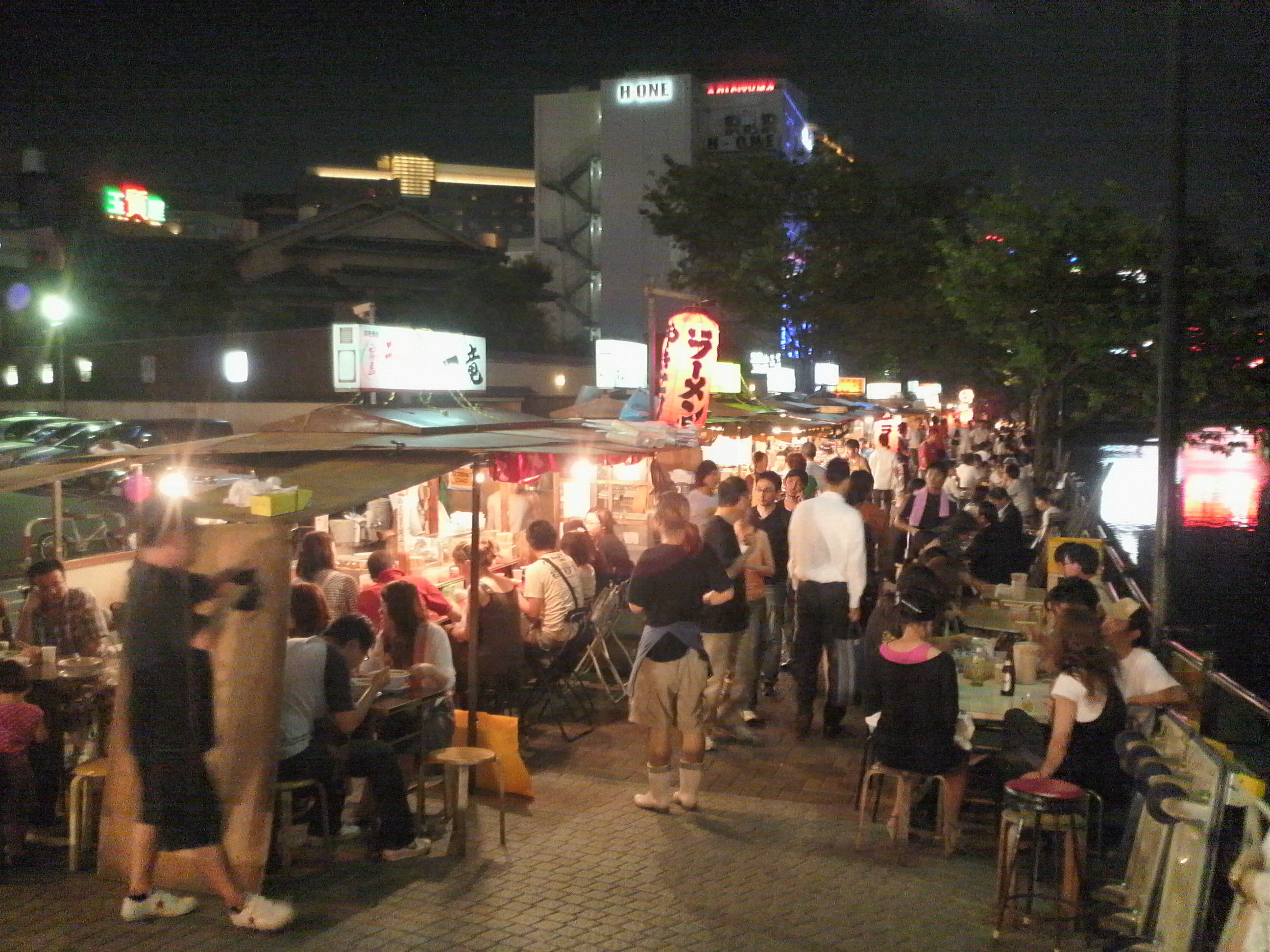
清流公園の屋台街
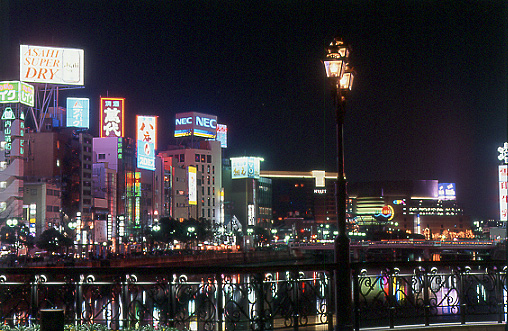
中洲のネオンサイン

## 産業
中洲には全国の他の歓楽街と同じく、飲食店や、風営法対象業種であるクラブやキャバクラ（中洲では「ラウンジ」や「ニュークラブ」と言う）、セクシーパブ、バーなどが集積されている。
1996年、隣接する住吉地区にキャナルシティ博多が開業。1999年には隣接する下川端町に博多リバレインが開業。福岡玉屋は1999年に閉店したが2006年、跡地に複合商業施設gate'sが開業した。また隣接する川端通商店街にも多くの小売店や飲食店などが並ぶ。ホテルやカプセルホテル、インターネットカフェなどもある。
かつて1960年代までは映画館が集中していたが、社会情勢の変化により相次いで閉館し、最後に残っていた中洲大洋映画劇場（中洲大洋）が2024年3月末で建物の老朽化により閉館したことにより、中洲地区から映画館は消滅した。
最盛期（1960年代）の映画館
福岡大映劇場（福岡公楽映画劇場、福岡松竹ピカデリー1・2）、文化劇場（文化オークラ劇場、福岡オークラ劇場）、福岡宝塚会館（九州劇場→福岡日本劇場跡。福岡宝塚劇場・福岡スカラ座・福岡東宝シネマ・福岡東宝名画座）、有楽映画劇場、福岡日活劇場、大洋映画劇場、タマヤシネマ（福岡玉屋内）、博多日活劇場（福岡グランド劇場）、中洲映画劇場、福岡東宝劇場、福岡松竹映画劇場、福岡東映劇場、福岡東映パラス、多門日活（多聞座）、ハリウッド映画劇場、テアトル川丈、福岡SY松竹座
南端の南新地地区（中洲一丁目）はソープランドなど風俗店が集積し、いわゆるソープ街を形成する。那珂川沿いに整備された遊歩道には屋台が立ち並ぶ。

### 風適法上の扱い
風俗営業等の規制及び業務の適正化等に関する法律（風適法）のもとで福岡県が制定した「福岡県風俗案内業の規制に関する条例」（平成24年1月12日 条例第69号）において、中洲について以下のような指定がなされている。
- キャバレーやクラブのような風俗営業（パチンコ屋などの4号営業は除く）について、中洲一丁目から五丁目までで午前1時までの営業が認められている（条例4条の2、別表第1の2）。
- ソープランド（店舗型性風俗特殊営業の1号）について、中洲一丁目及び二丁目での営業が許可されている（福岡県での許可地域はこれ以外に北九州市小倉北区船頭町3番のみ、条例10条、別表第3）。

### 暴力団対策
中洲一丁目から五丁目までは、暴力団排除条例に基づき、暴力団排除特別強化地域に指定されており、暴力団と飲食店等との間でみかじめ料のやりとり、便宜供与などが禁止されている（双方に罰則が有り）。また、地域内に営業所を置く特定接客業者は、所定の標章を掲示することで暴力団員の立入りを禁止することができる。

## 行事
- 博多どんたく（5月3日、4日） - 町内の明治通り上でパレードが行われる。
- 博多祇園山笠（7月1日 - 15日） - 中洲流として参加。期間中には飾り山笠が設置される。7月13日に開催される集団山見せは明治通りを通る。
- 飢人地蔵供養祭（8月23日、24日） - 享保の大飢饉で餓死した人々を供養する。
- 中洲ジャズ（9月ごろ） - 2009年より毎年開催。
- 中洲まつり（10月第1週の木 - 土曜日） - オイルショックの頃より始まる。メインは國廣女衆みこし。

## 人口
中州一丁目から五丁目までを合わせた人口の推移を福岡市の住民基本台帳（公称町別）に基づき示す（単位：人）。集計時点は各年9月末現在である。
- 2001年（平成13年）：204
- 2002年（平成14年）：201
- 2003年（平成15年）：193
- 2004年（平成16年）：219
- 2005年（平成17年）：263
- 2006年（平成18年）：331
- 2007年（平成19年）：448
- 2008年（平成20年）：443
- 2009年（平成21年）：453
- 2010年（平成22年）：447
- 2011年（平成23年）：453
- 2012年（平成24年）：448
- 2013年（平成25年）：501
- 2014年（平成26年）：529
- 2015年（平成27年）：582
- 2016年（平成28年）：596
- 2017年（平成29年）：604
- 2018年（平成30年）：601
- 2019年（令和元年）：584
- 2020年（令和2年）：615
- 2021年（令和3年）：670
- 2022年（令和4年）：686
- 2023年（令和5年）：691

## 語源
「中洲」は地形を表す「中州」が地名となったものである。『福岡城下町・博多・近隣古図』三奈木黒田家 (1812年). “福岡城下町・博多・近隣古図”.   九州大学附属図書館. 2022年12月13日閲覧。に「川中の須賀」と書かれており、江戸時代には「中洲」の呼称がすでにあった。須賀（すか、「須」は音の仮借）は州処、須可（用例：万葉集/第十四巻第14巻3575）とも書かれ、砂丘で小高い所を意味する（「洲」及びその代用字「州」だけで水で囲まれた土砂の盛り上がった所を表す。）。現在の町名、中洲一丁目から五丁目までは1966年（昭和41年）からのもので、もとは「東中洲」と「中島町」の一部である。中州全体のうち現在は北側に隣接する「中洲中島町」と行政上の区別しているのは、『元禄12年　福岡御城下之絵図』に見られるように、もともと別の中州であったためと考えられている。

## 歴史
古くは「東中洲」と呼ばれていた。今日では中洲は「なかす」と清音で読むのが一般的であるが、博多弁では元々「なかず」と濁音で読む（福岡弁では以前から「なかす」だったという）。
慶長年間、福岡藩初代藩主の黒田長政が、福岡（現在の中央区）と博多（現在の博多区）を結ぶために、中の島（中島町。現在の中洲中島町近辺）の東西に東中島橋と西中島橋（現在の昭和通り）をかけて整備された。当初は中洲流はなく、魚町流（福神流）に属しており、町人町である博多の一部とされた。中島町から西中島橋を渡って福岡入りする箇所には城下町防御のため枡形門が置かれた。
博多湾に面する北西端には長崎警護の船を係留する御船入が設けられたが、砂が堆積し用をなさなくなり、寛政3年（1791年）には新御船入が現在の博多中学校の位置に新設。中の島の古御船入は1820年（文政3年）頃に埋められ（浜新地）、1834年（天保5年）の福岡藩藩政改革では発行した銀札を流通させるため中島町・浜新地一帯が繁華街として整備され、芝居・相撲・富籤がおこなわれた。同年秋には市川團十郎が『仮名手本忠臣蔵』を上演。また茶屋なども集まった。1847年（弘化4年）には黒田長溥により藩営精錬所が設けられる。
一方現在の中洲の大半は18世紀半ばまで畑であり、福岡市制が始まる1889年（明治22年）までは那珂郡春吉村の一部であった。
明治時代になり、中洲には福岡病院（九州大学病院の前身）や博多電灯本社、福岡電話局などが開設される。1874年（明治7年）には常設芝居小屋が設立され、明治30年代には次々と劇場が建てられた。さらに1913年（大正2年）からは映画館が続々と立てられ、繁華街として発展。1925年（大正14年）には玉屋デパートが開業。
1897年（明治30年）から券番（検番。芸妓と客を取り持つ事務所）が複数設立された。大正時代の初期から都市化が進み、昭和モダンの影響でカフェやバーも増えていった。中でも1934年（昭和9年）に開店した「ブラジレイロ」は文学サロンとなり、火野葦平、夢野久作、原田種夫らが足を運んだ。
1907年には与謝野鉄幹や北原白秋ら文学人5人が九州各地を旅行中、中洲の川丈旅館に宿泊。この時の紀行文は『五足の靴』として出版された。
1945年（昭和20年）の福岡大空襲では南新地の一部を除いた中洲全域が罹災。しかし同年末から映画館が復興。劇場も復活。映画館は1956年には17館も立ち並んだ。券番も復活。またスナックやキャバレーも激増。また南新地にはソープランドなどが増加した。
なお、1956年から1959年までの間、花の関ビル上階に久留米市にあったラジオ局の九州朝日放送（KBC）が移転。テレビ開局に伴い長浜に再移転するまでここで放送していた。

## 交通

### 道路
主な幹線道路は次の通り。

#### 都市高速道路
都市高速道路としては福岡高速環状線が町域の北西側及び北東側に通っており、町外ではあるが、最寄りの出入り口としては次のものがある。
- 天神北出入口（所在地：中央区那の津二丁目、施設：料金所・ランプ・インターチェンジ、距離：道程で約1.5～2.5キロメートル）
- 呉服町出入口（所在地：呉服町、行先：香椎・天神方面、施設：料金所・ランプ、距離：道程で約1.0～2.0キロメートル）
- 千代出入口（所在地：千代、行先：太宰府IC・堤方面出入口、施設：料金所・ランプ、距離：道程で約2.0キロメートル）

#### 国道
国道は次の通り。
- 国道202号（福岡市道路愛称：国体道路）

#### 市道
福岡市が管理する市道の主要なものは次のとおり。
- 博多姪浜線（福岡市道路愛称：「昭和通り」）
- 千代今宿線（福岡市道路愛称：「明治通り」）
- 堅粕西新1号線（重複路線：国道202号、福岡市道路愛称：国体道路）

#### 幹線道路以外の市道
町内の市道には、歴史的な由来や地域の特性などに基づいた愛称付きの区画道路や橋梁がある。
- 博多川通り（はかたがわどおり）[注釈 3]
- 那珂川通り（なかがわどおり）[注釈 4]
- 中洲中央通り（なかすちゅうおうどおり）[注釈 5]
- 千日前通り（せんにちまえどおり）[注釈 6]
- 國廣神社通り（くにひろじんじゃどおり）[注釈 7]
- 楽天地通り（らくてんちどおり）[注釈 8]
- であい橋通り（であいばしどおり）[注釈 9]
- 芳町通り（よしちょうどおり）[注釈 10]
- 芳町中道（よしちょうなかみち）[注釈 11]
- 永楽東通り（えいらくひがしどおり）[注釈 12]
- 永楽町通り（えいらくちょうどおり）[注釈 13]
- 人形町通り（にんぎょうちょうどおり）[注釈 14]
- ロマン通り（ろまんどおり）[注釈 15]
- 京極通り（きょうごくどおり）[注釈 16]
- 作人町通り（さくにんちょうどおり）[注釈 17]
- 錦小路（にしきしょうじ）[注釈 18]
- 新橋通り（しんばしどおり）[注釈 19]
- 南新地通り（みなみしんちどおり）[注釈 20]
- 清流公園通り（せいりゅうこうえんどおり）[注釈 21]
- 銀座通り（ぎんざどおり）[注釈 22]
- 中洲懸橋（なかすかけはし）[注釈 23]

### 鉄道
鉄道については、福岡市交通局が運営する地下鉄が北側に通っており、中洲及び川端に跨って、次の駅がある。
- 福岡市地下鉄空港線：中洲川端駅

### バス
バスについては、西日本鉄道株式会社が運営する西鉄バスが運行しており、次の停留所がある（中洲停留所には他社運行を含む一部の高速バスも発着する）。
- 昭和通り沿い：中洲
- 明治通り沿い：東中洲
- 国道202号線（国体道路）沿い：中洲・南新地

## 施設
中洲は特に商業施設が集積しており、代表的なものは以下のとおりである。中洲一丁目から中洲五丁目までの事業所数は、2016年（平成28年）の経済センサスによると1,514である。

### 商業・娯楽施設
- gate's

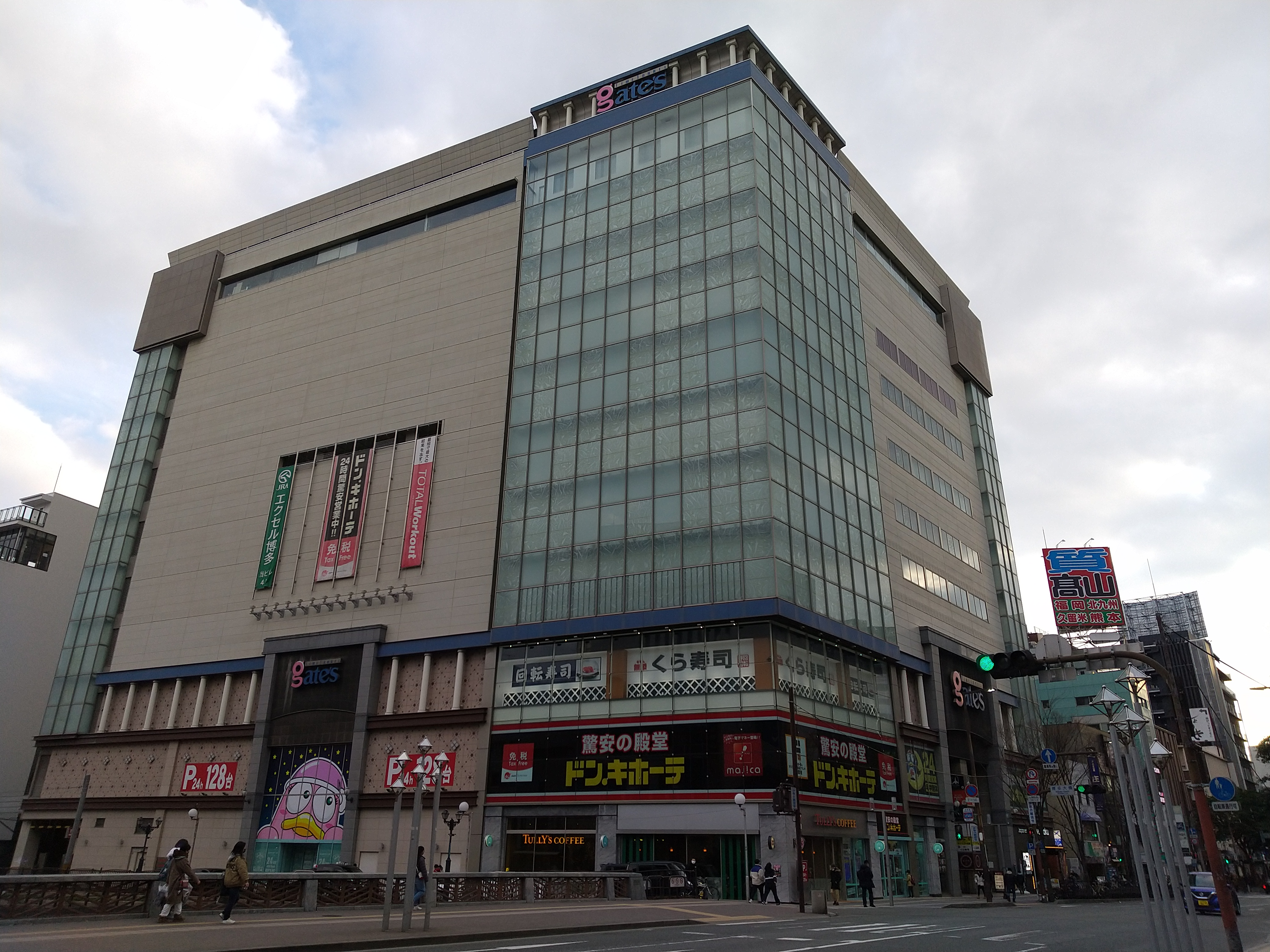
ゲイツ（gate's）

### 公共・公益施設
- 中洲警部交番（所属警察署：福岡県警察博多警察署）・福岡県警察中洲特別捜査隊[注釈 24]
- 清流公園[注釈 25]
- 南畑ダム中洲警報局[注釈 26]

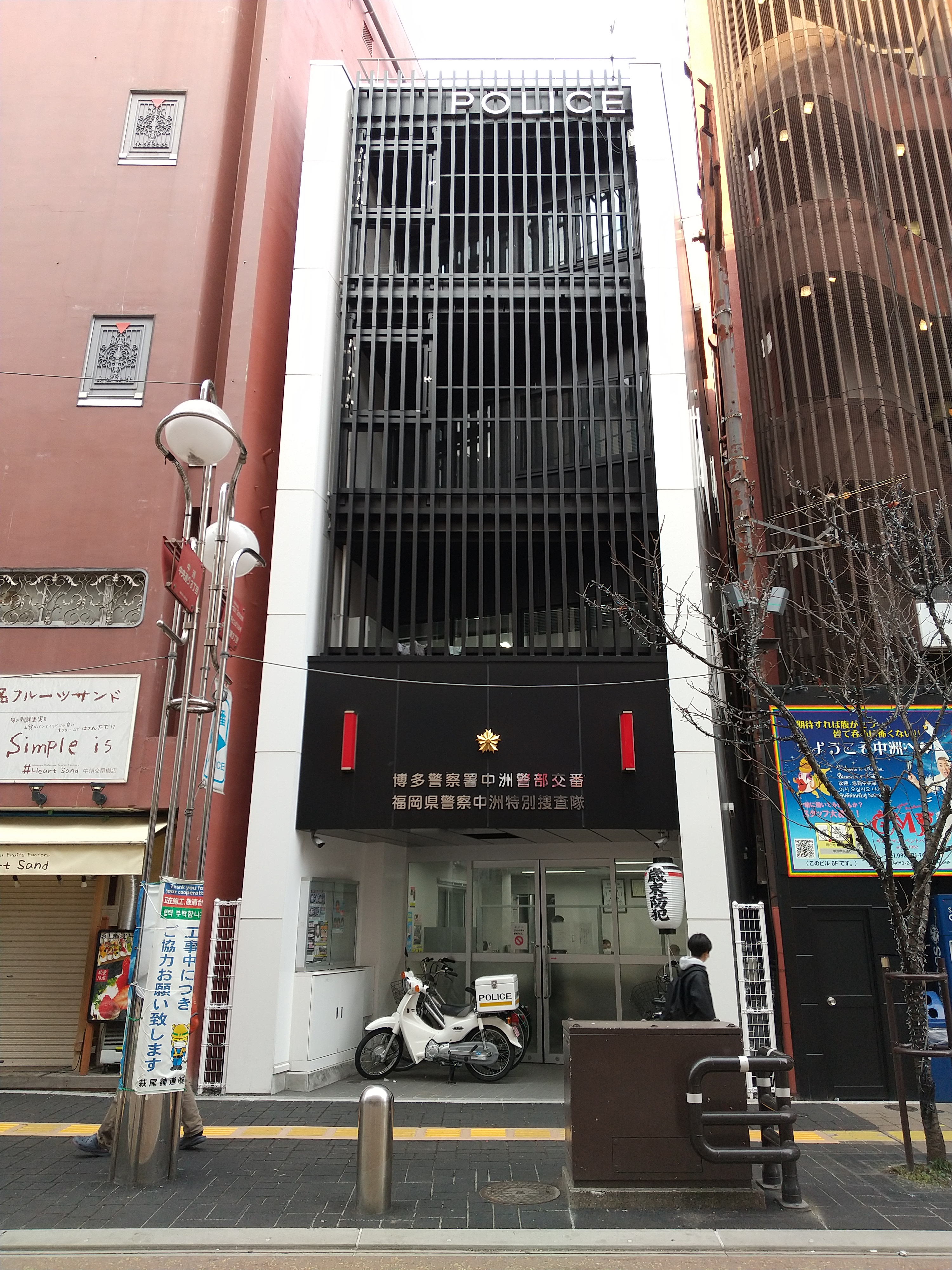
中洲警部交番
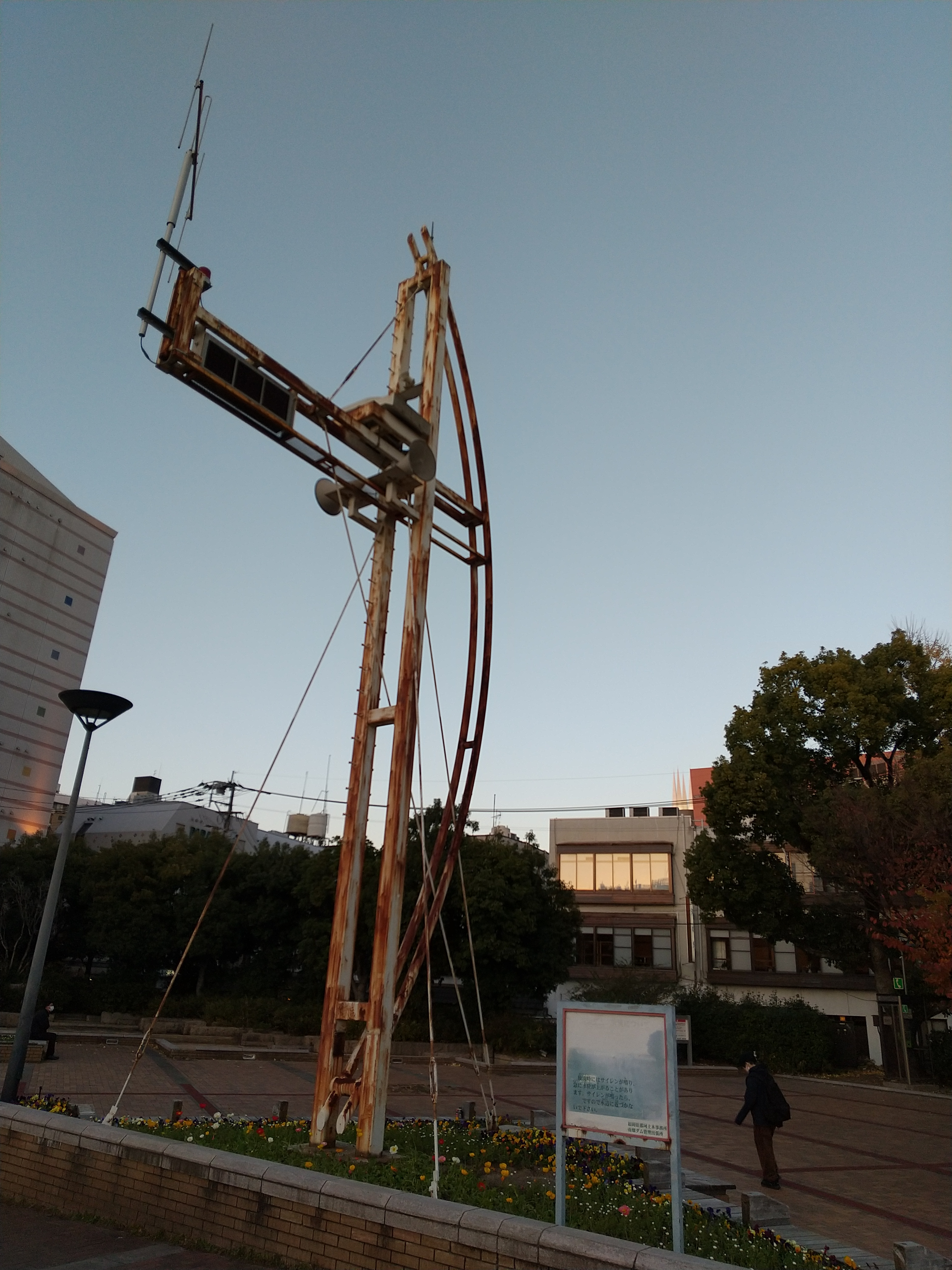
南畑ダム中洲警報局（清流公園内）

### 教育機関

#### 小・中学校
町内に小・中学校は存在しない。全域が福岡市立博多小学校および福岡市立博多中学校の校区となっている。

## 名所・旧跡
- 博多町家寄進高灯籠（はかたまちやきしんたかとうろう）[注釈 27]
- 「五足の靴」文学碑[注釈 28]
- 川端飢飢人地蔵尊（かわばたうえにんじぞうそん、福博八十八ヶ所第三拾四番札所）[注釈 29]
- 中洲國廣稲荷神社（なかすくにひろいなりじんじゃ）[注釈 30]

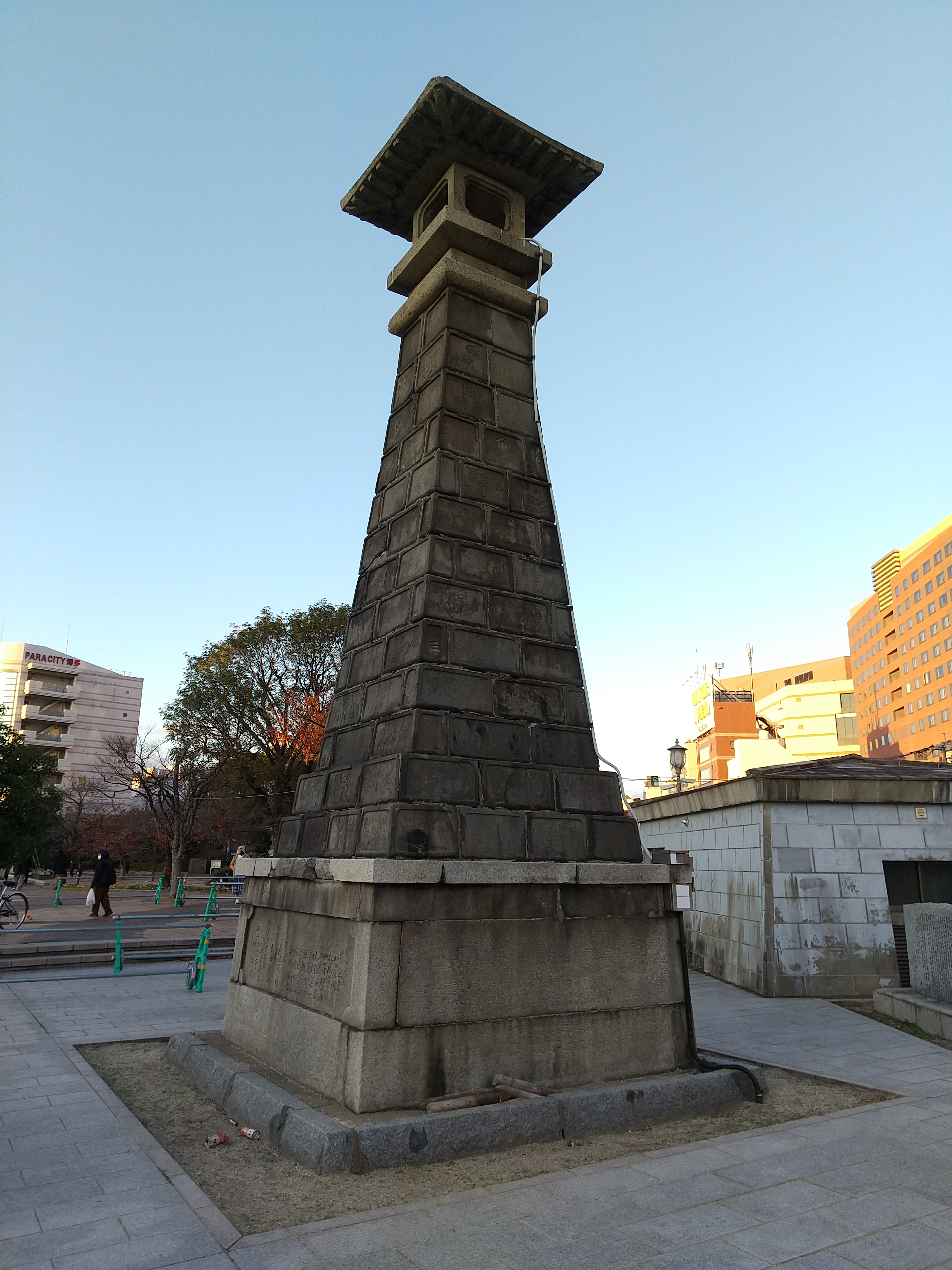
博多町家寄進高灯籠
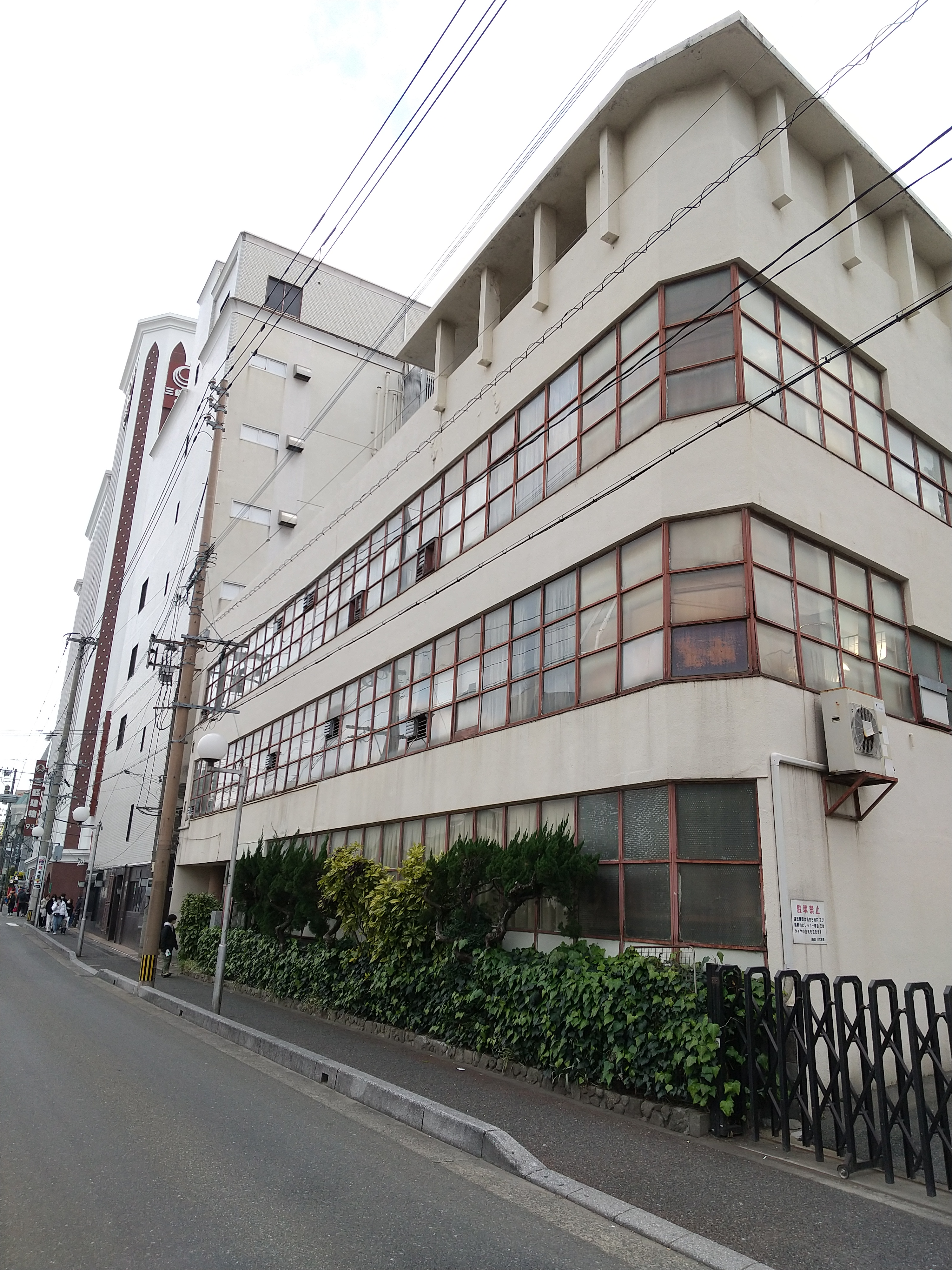
「五足の靴」文学碑と川丈旅館
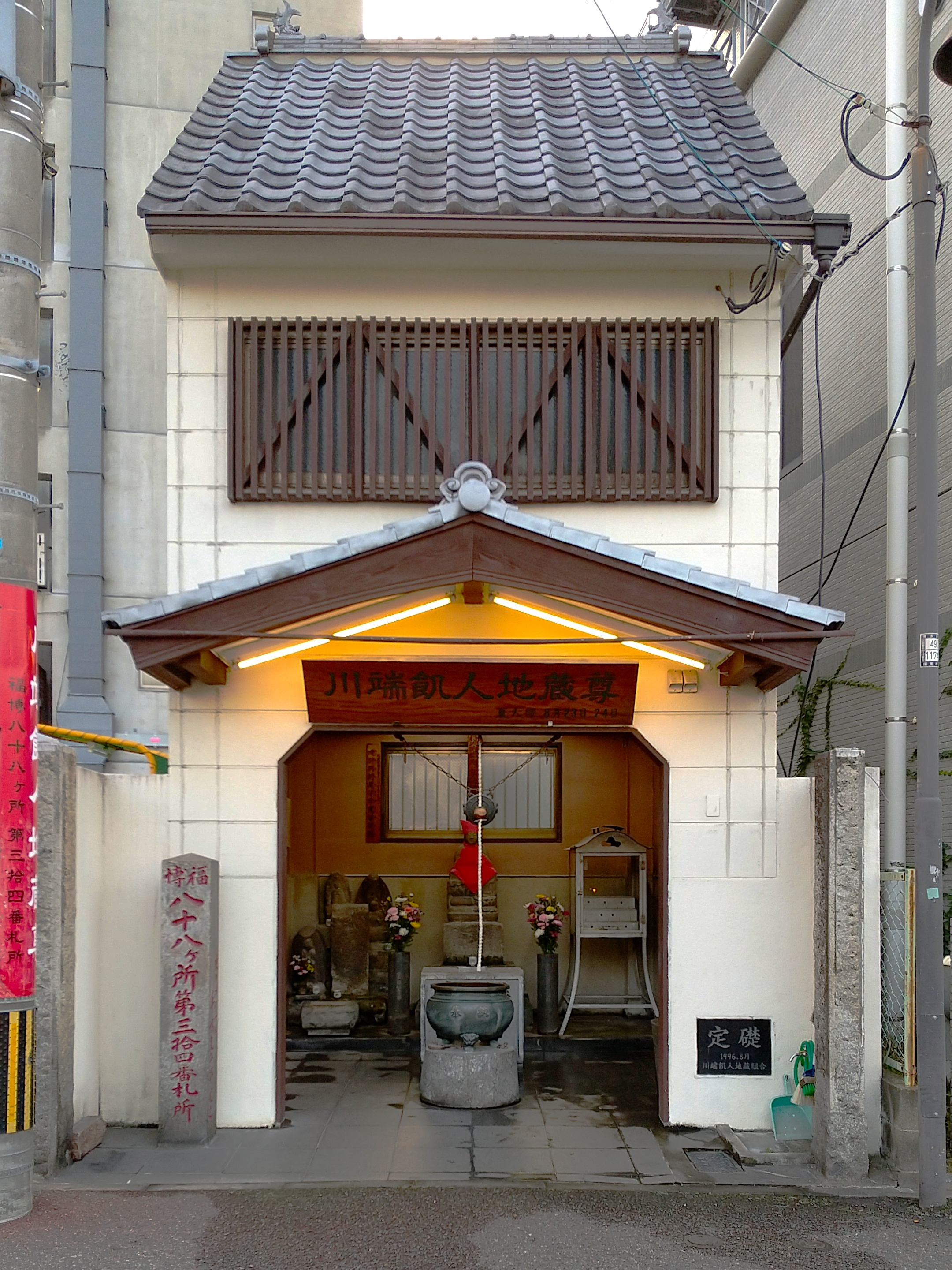
川端飢飢人地蔵尊
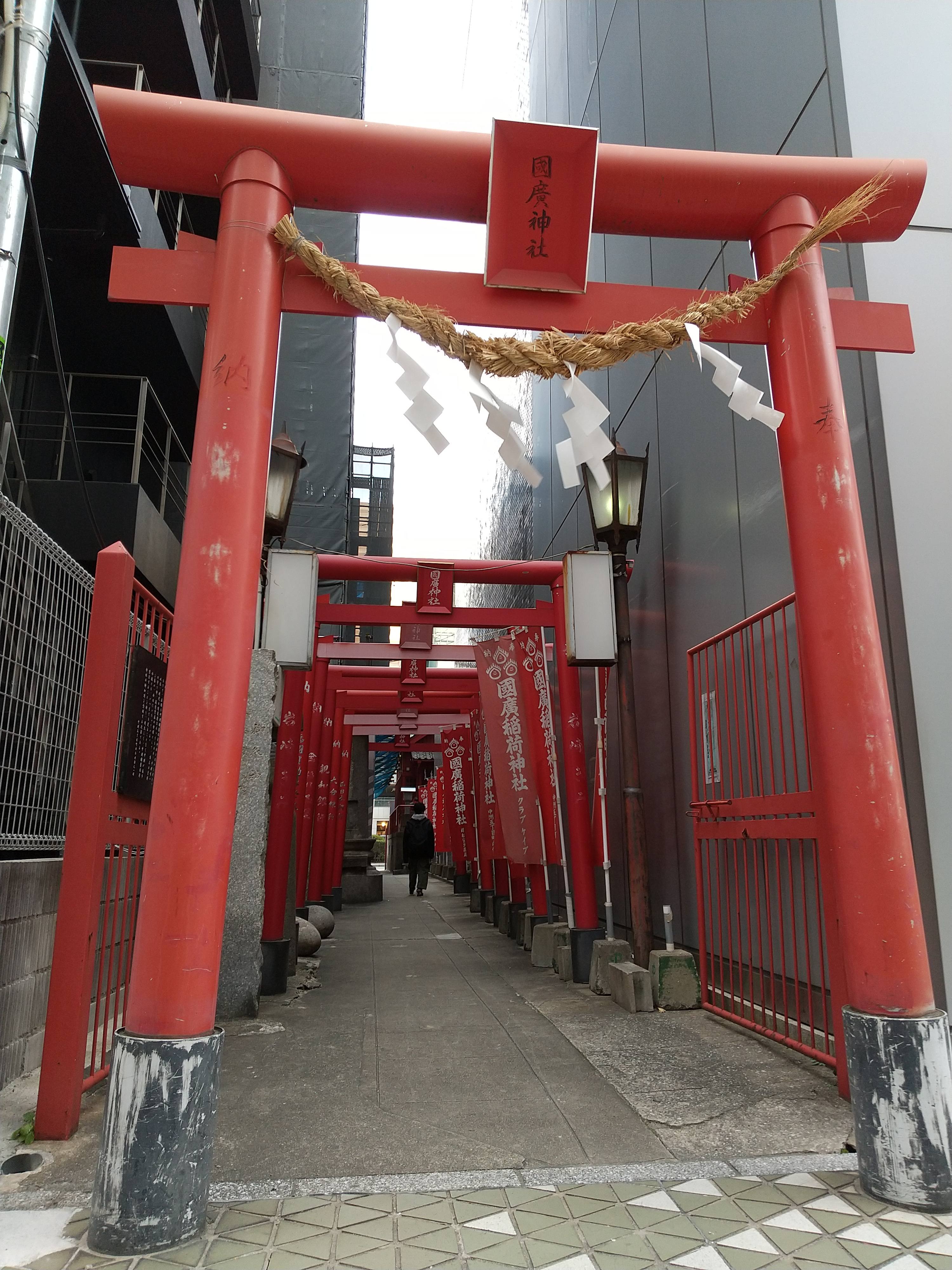
中洲國廣稲荷神社